# Змітнівська сільська рада
Змі́тнівська сільська́ ра́да — адміністративно-територіальна одиниця та орган місцевого самоврядування в Сосницькому районі Чернігівської області. Адміністративний центр — село Змітнів.

## Загальні відомості
Змітнівська сільська рада утворена у 1918 році.
- Територія ради: 60,32 км²
- Населення ради: 916 осіб (станом на 2001 рік)

## Населені пункти
Сільській раді були підпорядковані населені пункти:
- с. Змітнів
- с. Купчичі
- с. Прогони

## Склад ради
Рада складалася з 14 депутатів та голови.
- Голова ради: Зясько Василь Дмитрович
- Секретар ради: Панченко Тетяна Дмитрівна

### Керівний склад попередніх скликань
| Прізвище, ім'я, по батькові | Основні відомості                                                          | Дата обрання | Дата звільнення |
| --------------------------- | -------------------------------------------------------------------------- | ------------ | --------------- |
| Іващик Дмитро Степанович    | Сільський голова, 1958 року народження, член Соціалістичної партії України | 26.03.2006   | 30.09.2009      |
| Зясько Василь Дмитрович     | Сільський голова, 1955 року народження, освіта вища, член Партії регіонів  | 31.10.2010   |                 |

Примітка: таблиця складена за даними сайту Верховної Ради України

### Депутати
За результатами місцевих виборів 2010 року депутатами ради стали:

#### За суб'єктами висування
| Суб'єкт висування                 | Кількість обраних депутатів | %    |
| --------------------------------- | --------------------------- | ---- |
| Партія регіонів                   | 6                           | 42,9 |
| Самовисування                     | 6                           | 42,9 |
| Політична партія «Сильна Україна» | 2                           | 14,3 |

#### За округами
| № округу                          | Прізвище, ім'я, по батькові   | Дата визнання обраним | Освіта             | Партійна приналежність                  | Відомості про обраного депутата                            |
| --------------------------------- | ----------------------------- | --------------------- | ------------------ | --------------------------------------- | ---------------------------------------------------------- |
| Партія регіонів                   |                               |                       |                    |                                         |                                                            |
| 1                                 | Набока Світлана Володимирівна | 02.11.2010            | вища               | позапартійна                            | Змітнівська лікарська амбулаторія, молодша медична сестра  |
| 3                                 | Мишенко Людмила Григорівна    | 02.11.2010            | середня спеціальна | позапартійна                            | Змітнівська загальноосвітня школа І-ІІ ст., вчитель        |
| 6                                 | Мірошник Любов Петрівна       | 02.11.2010            | вища               | член Партії регіонів                    | ТОВ «Біотех ЛТД», робітник                                 |
| 7                                 | Савченко Василь Дмитрович     | 02.11.2010            | середня спеціальна | позапартійний                           | ТОВ «Біотех ЛТД», завідувач складу                         |
| 8                                 | Панченко Тетяна Дмитрівна     | 02.11.2010            | середня            | позапартійна                            | Змітнівська сільська рада, спеціаліст                      |
| 12                                | Саліван Світлана Іванівна     | 02.11.2010            | вища               | член Партії регіонів                    | Змітнівська сільська рада, секретар                        |
| Політична партія «Сильна Україна» |                               |                       |                    |                                         |                                                            |
| 2                                 | Низар Тетяна Михайлівна       | 02.11.2010            | середня спеціальна | член Політичної партії «Сильна Україна» | Змітнівський молоко-приймальний пункт, приймальниця молока |
| 5                                 | Лопатка Микола Миколайович    | 02.11.2010            | вища               | позапартійний                           | КП «Атлант», директор                                      |
| Самовисування                     |                               |                       |                    |                                         |                                                            |
| 4                                 | Довгий Анатолій Григорович    | 02.11.2010            | середня            | позапартійний                           | тимчасово не працює                                        |
| 9                                 | Устенко Валентина Петрівна    | 02.11.2010            | вища               | позапартійна                            | Змітнівський молоко-приймальний пункт, приймальниця молока |
| 10                                | Іващик Ганна Федорівна        | 02.11.2010            | вища               | позапартійна                            | КП «Атлант», бухгалтер                                     |
| 11                                | Биковець Михайло Дмитрович    | 02.11.2010            | середня            | член Соціалістичної партії України      | ТОВ «Біотех ЛТД», робітник                                 |
| 13                                | Степко Василь Михайлович      | 02.11.2010            | середня спеціальна | позапартійний                           | Змітнівський територіальний центр, соціальний працівник    |
| 14                                | Кохан Микола Михайлович       | 02.11.2010            | середня            | член Соціалістичної партії України      | пенсіонер                                                  |